# لوحة المجاعة

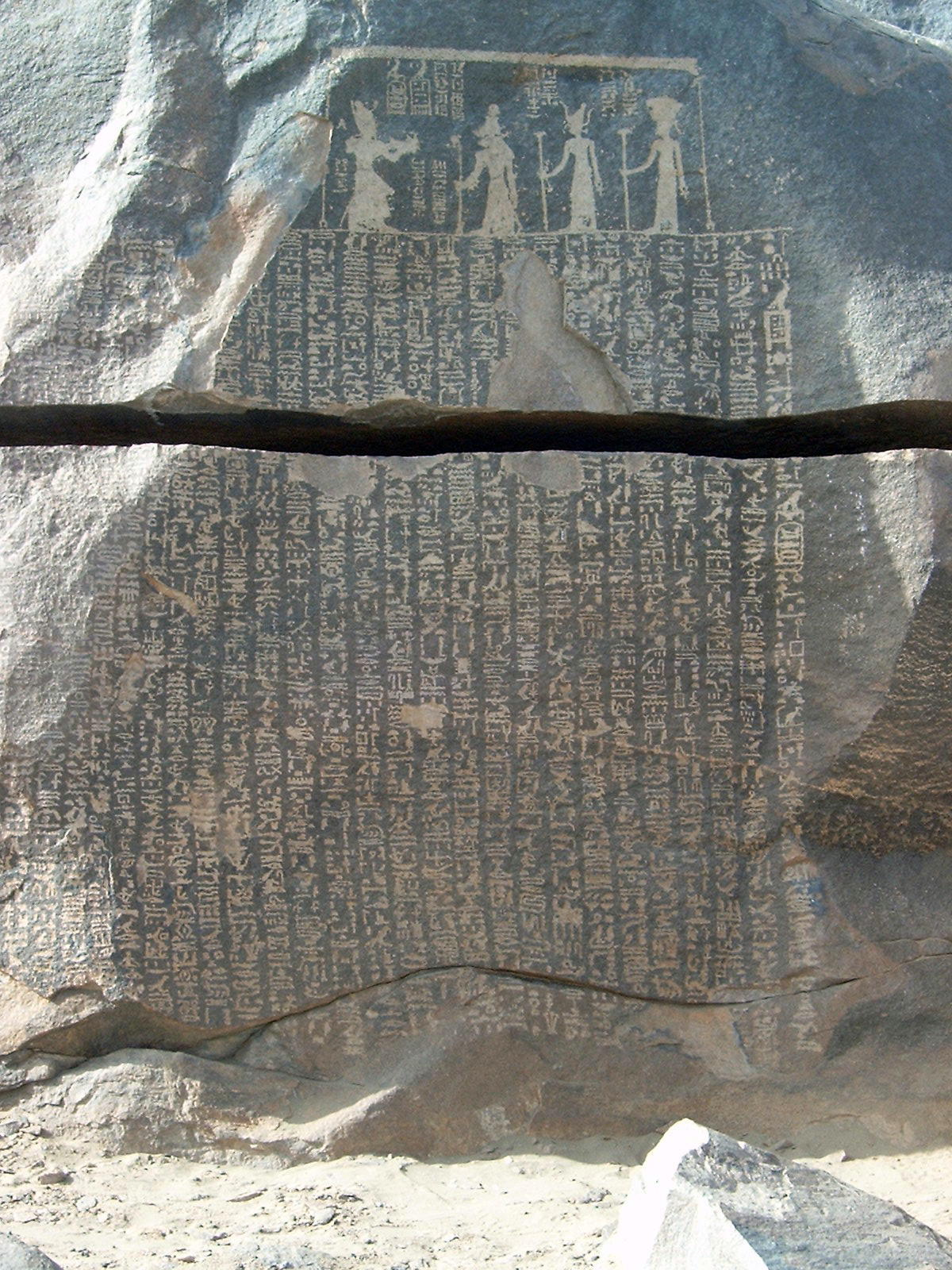
لوحة المجاعة، التي تصف كيف أن الملك زوسر عرض حال الأرض على الإله خنوم لينهي سنوات المجاعة. في الأعلى، زوسر (إلى اليسار) أمام الآلهة المصرية: خنوم وساتيس وأنوخيت. تحتها، بعض المقاطع المنحوتة مفقودة.

 لوحة المجاعة  هي صخرة منحوتة موجودة بجزيرة سهيل بأسوان، والتي تتحدث عن سبع سنوات من الجفاف والمجاعة في عهد الملك زوسر. في الجزء العلوي من اللوحة، يقدم زوسر القرابين لثلاثة آلهة مصرية خنوم وساتيس وأنوخيت. يعتقد أنها نحتت في عصر البطالمة الذين حكموا مصر من 332 إلى 31 قبل الميلاد.

## الوصف
نقشت لوحة المجاعة من كتلة جرانيت طبيعية تم قطع سطحها على شكل مستطيل . كُتب النقش بالخط الهيروغليفي ويحتوي على 42 عمودًا. يصور الجزء العلوي من اللوحة ثلاثة آلهة مصرية: خنوم وساتيس وأنوكيت. أمامهم ، يواجههم زوسر، حاملاً القرابين في يديه الممدودة. الشق العريض في اللوحة بسبب تعرضها لمحاولة سرقة في فترة التسعينات من القرن الماضي وقد حاول اللصوص قطع اللوحة لبيعها خارج مصر وتم القبض عليهم ولكن اللوحة تضررت مما جعل بعض المقاطع النصية غير قابلة للقراءة.

## النص
تصف اللوحة كيف كان غضب الملك وقلقه، بسبب حالة الجفاف التي وقعت فيها مصر لسبع سنوات، حيث لم يفيض النيل خلال تلك الفترة. طلب زوسر من كهنة وزيره إمحوتب المساعدة. بحث الكهنة الأمر في معبد تحوت في هرموبوليس، وأبلغ كاهن الملك أن من يتحكم في فيضان النيل هو الإله خنوم في جزيرة إلفنتين، وأنه غاضب لذا فإنه لا يسمح للمياه بالتدفق. أمر زوسر بحمل القرابين إلى الجنوب، في محاولة لاسترضاء خنوم. في الليلة التالية، رأى الملك حلمًا يعده خنوم فيه بإنهاء المجاعة. كما أصدر الملك قرارًا يمنح معبد خنوم في ريع المنطقة ما بين أسوان وإلفنتين، وكذلك حصة من كل واردات النوبة.

## تأريخ النص
منذ الترجمة الأولية والفحص من قبل عالم الاثار الفرنسي بول بارجيه في عام 1953، كانت لوحة المجاعة ذات أهمية كبيرة للمؤرخين وعلماء المصريات. فاللغة و الخطوط التصميمية المستخدمة في النقش تشير إلى أن العمل يمكن أن يعود إلى العصر البطلمي، وربما لعهد الملك بطليموس الخامس (205-180 ق.م) ، علماء المصريات مثل ميريام يختهايم و يرنر فيسيشل يشيرون إلى أن كهنة خنوم المحليين ألّفوا النص ، كانت الجماعات الدينية المختلفة في مصر خلال عهد أسرة البطالمة تتصارع على السلطة والنفوذ ؛ لذلك يمكن أن تستخدم قصة لوحة المجاعة كوسيلة لإضفاء الشرعية على سلطة كهنة خنوم على منطقة إلفنتين.
في وقت ترجمة اللوحة لأول مرة ، كان يُعتقد أنها كانت على علاقة بقصة مجاعة السبع سنوات التوراتية في سفر التكوين الفصل 41 (قصة النبي يوسف) . ولكن المزيد من الأبحاث الأخيرة أظهرت أن مجاعة السبع سنوات كانت أسطورة مشتركة بين جميع الثقافات تقريبا من منطقة الشرق الأدنى. وهناك أسطورة في بلاد ما بين النهرين تتحدث أيضا من مجاعة سبع سنوات و هي الأسطورة الملحمية الشعرية الشهيرة جلجامش ، حيث الإله آنو يعطي نبوة عن مجاعة لمدة سبع سنوات ، و بجانب لوحة المجاعة هناك قصة مصرية عن جفاف طويل الأمد في ما يسمى (كتاب الهيكل) الذي ترجمه عالم اللغة الديموطيقية الألماني يواكيم فريدريتش كواك ، النص القديم عن الملك نفر-كا-سوكر (في وقت متأخر من الأسرة الثانية)، الذي يواجه مجاعة لسبع سنوات خلال فترة حكمه.
لوحة المجاعة هي واحدة من ثلاثة فقط من النقوش المعروفة التي تربط اسم الخرطوش زوسر ("بمعنى : الإلهي أو المقدس") مع اسم حورس أو سيريخ نتر-خت ("بمعنى : الجسد الإلهي") للملك زوسر في كلمة واحدة. وبالتالي، فإنه يقدم دليلا مفيدا لعلماء المصريات والمؤرخين الذين يشاركون في إعادة بناء التسلسل الزمني الملكي من المملكة القديمة في مصر.